# Journal of Latin American Studies
Journal of Latin American Studies (JLAS) es una revista interdisciplinaria, publicada por la Cambridge University Press. Fue fundada en 1969 por los síndicos de la Universidad de Cambridge y el comité de directores del Instituto y varios centros de estudios latinoamericanas en las universidades de Cambridge, Glasgow, Liverpool, Londres y Oxford. Publica aproximadamente 20 artículos y más de 100 reseñas de libros al año.
Las oficiales editoriales y administrativas del JLAS se encuentran ubicadas en el Instituto de las Américas de University College London.

## Bases de datos
La revista se encuentra actualmente indexada en las siguientes bases de datos bibliográficas:
- A B I - INFORM (American Business Information)
- Agroforestry Abstracts (Online)
- America: History and Life
- Anthropological Index Online
- Arts & Humanities Citation Index (Online)
- Book Review Digest Plus
- British Humanities Index
- C A B Abstracts
- C S A Political Science & Government (Cambridge Scientific Abstracts)
- C S A Worldwide Political Science Abstracts (Cambridge Scientific Abstracts)
- Chicano Database
- Current Abstracts
- Current Contents
- Dietrich's Index Philosophicus
- EBSCOhost
- Family Index
- Elsevier
- Forestry Abstracts
- Gale Group (Cengage Learning)
- GEOBASE
- Global Health
- H.W. Wilson
- Hispanic American Periodicals Index
- Historical Abstracts
- Horticultural Science Abstracts
- Humanities International IndexInternational Bibliography of the Social Sciences
- International Political Science Abstracts
- Internationale Bibliographie der Rezensionen Geistes- und Sozialwissenschaftlicher Literatur
- Leisure, Recreation and Tourism Abstracts
- Leisure Tourism Database
- M L A International Bibliography (Modern Language Association of America)
- OCLC
- Periodicals Index Online
- Plant Genetic Resources Abstracts
- Postharvest News and Information
- ProQuest
- Referativnyi Zhurnal
- Religion Index One: Periodicals
- Rural Development Abstracts
- Russian Academy of Sciences Bibliographies
- Scopus
- Social Sciences Abstracts (WilsonDisc)
- Social Sciences Citation Index
- Social Sciences Full Text (WilsonWeb)
- Social Sciences Index
- Social Services Abstracts
- Sociological Abstracts
- Soils and Fertilizers
- Sugar Industry Abstracts
- Swets Information Services
- Tropical Diseases Bulletin
- World Agricultural Economics and Rural Sociology Abstracts
- Web of Science